# Championnat des Bahamas de football 2010-2011
Navigation
Saison précédente Saison suivante
La saison 2010-2011 du Championnat des Bahamas de football est la troisième édition de la BFA Senior League, le championnat de première division des Bahamas. Les huit formations engagées sont réunies au sein d'une poule unique où elles s'affrontent à deux reprises. 
C'est le Bears Football Club, double tenant du titre, qui remporte à nouveau la compétition cette saison après avoir terminé en tête du classement final, avec quatre points d'avance sur le Lyford Cay FC et sept sur le Dynamos FC. C’est le quatrième titre de champion des Bahamas de l'histoire du club, qui réalise même un nouveau doublé en battant le Dynamos FC en finale de la Coupe des Bahamas.

## Les clubs participants
- Bears Football Club
- Lyford Cay FC
- United FC
- Cavalier FC
- Sharks FC - Forfait
- Baha Juniors FC
- Dynamos FC
- College of the Bahamas FC

## Compétition
Le barème de points servant à établir le classement se décompose ainsi :
- Victoire : 3 points
- Match nul : 1 point
- Défaite : 0 point

### Classement
| Rang | Équipe                    | Pts | J  | G  | N | P  | Bp | Bc | Diff |  | Résultats (▼ dom., ► ext.) | Bea | Lyf | Dyn | Uni | Cav | Jun  | COB |
| ---- | ------------------------- | --- | -- | -- | - | -- | -- | -- | ---- |  | -------------------------- | --- | --- | --- | --- | --- | ---- | --- |
| 1    | Bears Football Club'T'C   | 30  | 12 | 10 | 0 | 2  | 49 | 14 | +35  |  | Bears Football Club'T'C    |     | 3-2 | 1-2 | 1-0 | 4-2 | 10-0 | 7-1 |
| 2    | Lyford Cay FC             | 26  | 12 | 8  | 2 | 2  | 45 | 20 | +25  |  | Lyford Cay FC              | 3-6 |     | 3-0 | 2-1 | 3-2 | 7-2  | 7-0 |
| 3    | Dynamos FC                | 23  | 12 | 7  | 2 | 3  | 27 | 21 | +6   |  | Dynamos FC                 | 0-6 | 1-1 |     | 0-0 | 2-0 | 4-1  | 3-1 |
| 4    | United FC                 | 17  | 12 | 5  | 2 | 5  | 24 | 17 | +7   |  | United FC                  | 1-0 | 3-4 | 2-1 |     | 0-0 | 2-0  | 3-4 |
| 5    | Cavalier FC               | 14  | 12 | 4  | 2 | 6  | 24 | 23 | +1   |  | Cavalier FC                | 0-4 | 0-0 | 2-4 | 4-1 |     | 1-2  | 6-1 |
| 6    | Baha Juniors FC           | 9   | 12 | 3  | 0 | 9  | 16 | 49 | -33  |  | Baha Juniors FC            | 2-5 | 1-4 | 1-4 | 0-6 | 1-5 |      | 4-0 |
| 7    | College of the Bahamas FC | 3   | 12 | 1  | 0 | 11 | 15 | 56 | -41  |  | College of the Bahamas FC  | 1-2 | 1-9 | 3-6 | 1-5 | 1-2 | 1-2  |     |
| 8    | Sharks FC forfait         |     |    |    |   |    |    |    |      |  |                            |     |     |     |     |     |      |     |

|  | Champion des Bahamas 2010-2011                            |
|  | T : Tenant du titre C : Vainqueur de la Coupe des Bahamas |

## Bilan de la saison
| Championnat des Bahamas de football 2010-2011 |                                |
| Champion                                      | Bears Football Club (4e titre) |
| Coupes et trophées                            |                                |
| Vainqueur de la Coupe des Bahamas 2010-2011   | Bears Football Club            |
| Qualifications continentales                  |                                |
| CFU Club Championship 2012                    | Aucun                          |
| Promotions et relégations                     |                                |
| Promus en BFA Senior League                   | VanDyke Bethel Soccer Academy  |
| Relégués                                      | Sharks FC                      |